# Kabinet-Lars Løkke Rasmussen III
Het kabinet–Lars Løkke Rasmussen III was de regering van het Koninkrijk Denemarken van 28 november 2016 tot 27 juni 2019.

## Kabinet–Lars Løkke Rasmussen III (2016–2017)
| Ambtsbekleder                  | Ambtsbekleder               | Ambtsbekleder                       | Functie                                                | Ambtstermijn     | Ambtstermijn     | Partij |
| ------------------------------ | --------------------------- | ----------------------------------- | ------------------------------------------------------ | ---------------- | ---------------- | ------ |
|                                | Lars Løkke Rasmussen        | Lars Løkke Rasmussen (1964)         | Premier                                                | 27 juni 2015     | 27 juni 2019     | VDL    |
|                                | Simon Emil Ammitzbøll-Bille | Simon Emil Ammitzbøll- Bille (1977) | Minister van Binnenlandse Zaken                        | 28 november 2016 | 27 juni 2019     | LA     |
| Minister van Economische Zaken | Simon Emil Ammitzbøll-Bille | Simon Emil Ammitzbøll- Bille (1977) |                                                        | 28 november 2016 | 27 juni 2019     | LA     |
|                                | Anders Samuelsen            | Anders Samuelsen (1967)             | Minister van Buitenlandse Zaken                        | 28 november 2016 | 27 juni 2019     | LA     |
|                                | Kristian Jensen             | Kristian Jensen (1971)              | Minister van Financiën                                 | 28 november 2016 | 27 juni 2019     | VDL    |
|                                | Søren Pape Poulsen          | Søren Pape Poulsen (1971–2024)      | Minister van Justitie                                  | 28 november 2016 | 27 juni 2019     | DKF    |
|                                | Brian Mikkelsen             | Brian Mikkelsen (1966)              | Minister van Industrie en Handel                       | 28 november 2016 | 20 juni 2018     | DKF    |
|                                | Rasmus Jarlov               | Rasmus Jarlov (1977)                | Minister van Industrie en Handel                       | 20 juni 2018     | 27 juni 2019     | DKF    |
|                                | Claus Hjort Frederiksen     | Claus Hjort Frederiksen (1947)      | Minister van Defensie                                  | 28 november 2016 | 27 juni 2019     | VDL    |
|                                | Ellen Trane Nørby           | Ellen Trane Nørby (1980)            | Minister van Volksgezondheid                           | 28 november 2016 | 27 juni 2019     | VDL    |
|                                | Søren Pape Poulsen          | Mai Mercado (1980)                  | Minister van Sociale Zaken                             | 28 november 2016 | 27 juni 2019     | DKF    |
|                                | Troels Lund Poulsen         | Troels Lund Poulsen (1976)          | Minister van Arbeid                                    | 28 november 2016 | 27 juni 2019     | VDL    |
|                                | Merete Riisager             | Merete Riisager (1976)              | Minister van Onderwijs                                 | 28 november 2016 | 27 juni 2019     | LA     |
|                                | Søren Pind                  | Søren Pind (1969)                   | Minister van Hoger Onderwijs Wetenschap en Technologie | 28 november 2016 | 1 mei 2018       | VDL    |
|                                | Søren Pape Poulsen          | Tommy Ahlers (1975)                 | Minister van Hoger Onderwijs Wetenschap en Technologie | 1 mei 2018       | 27 juni 2019     | O      |
|                                | Ole Birk Olesen             | Ole Birk Olesen (1972)              | Minister van Transport                                 | 28 juni 2015     | 28 november 2016 | LA     |
| Minister van Huisvesting       | Ole Birk Olesen             | Ole Birk Olesen (1972)              |                                                        | 28 juni 2015     | 28 november 2016 | LA     |
|                                | Esben Lunde Larsen          | Esben Lunde Larsen (1978)           | Minister van Landbouw en Visserij                      | 29 februari 2016 | 1 mei 2018       | VDL    |
| Minister van Milieu            | Esben Lunde Larsen          | Esben Lunde Larsen (1978)           |                                                        | 29 februari 2016 | 1 mei 2018       | VDL    |
|                                | Jakob Ellemann-Jensen       | Jakob Ellemann- Jensen (1973)       | Minister van Landbouw en Visserij                      | 1 mei 2018       | 27 juni 2019     | VDL    |
| Minister van Milieu            | Jakob Ellemann-Jensen       | Jakob Ellemann- Jensen (1973)       |                                                        | 1 mei 2018       | 27 juni 2019     | VDL    |
|                                | Lars Christian Lilleholt    | Lars Christian Lilleholt (1965)     | Minister van Klimaat en Energie                        | 28 juni 2015     | 27 juni 2019     | VDL    |
|                                | Mette Bock                  | Mette Bock (1957)                   | Minister van Cultuur                                   | 28 november 2016 | 27 juni 2019     | LA     |
| Minister voor Godsdienst       | Mette Bock                  | Mette Bock (1957)                   |                                                        | 28 november 2016 | 27 juni 2019     | LA     |
|                                | Karsten Lauritzen           | Karsten Lauritzen (1983)            | Minister voor Belastingen                              | 28 juni 2015     | 27 juni 2019     | VDL    |
|                                | Inger Støjberg              | Inger Støjberg (1973)               | Minister voor Immigratie en Integratie                 | 28 juni 2015     | 27 juni 2019     | VDL    |
|                                | Ulla Tørnæs                 | Ulla Tørnæs (1962)                  | Minister voor Ontwikkelings- samenwerking              | 28 november 2016 | 27 juni 2019     | VDL    |
|                                | Karen Ellemann              | Karen Ellemann (1969)               | Minister voor Noorse Samenwerking                      | 27 juni 2015     | 1 mei 2018       | VDL    |
| Minister voor Gelijkheid       | Karen Ellemann              | Karen Ellemann (1969)               | 28 november 2016                                       |                  | 1 mei 2018       | VDL    |
|                                | Eva Kjer Hansen             | Eva Kjer Hansen (1964)              | Minister voor Noorse Samenwerking                      | 1 mei 2018       | 27 juni 2019     | VDL    |
| Minister voor Gelijkheid       | Eva Kjer Hansen             | Eva Kjer Hansen (1964)              |                                                        | 1 mei 2018       | 27 juni 2019     | VDL    |
|                                | Søren Pape Poulsen          | Thyra Frank (1952)                  | Minister voor Oudere Zaken                             | 28 november 2016 | 27 juni 2019     | LA     |
|                                | Sophie Løhde                | Sophie Løhde (1983)                 | Minister voor Innovatie                                | 28 november 2016 | 27 juni 2019     | VDL    |

Kristensen ·
Hedtoft I ·
Hedtoft II ·
Eriksen ·
Hedtoft III ·
Hansen I ·
Hansen II ·
Kampmann I ·
Kampmann II ·
Krag I ·
Krag II ·
Baunsgaard ·
Krag III ·
Jørgensen I ·
Hartling ·
Jørgensen II ·
Jørgensen III ·
Jørgensen IV ·
Jørgensen V ·
Schlüter I ·
Schlüter II ·
Schlüter III ·
Schlüter IV ·
P.N. Rasmussen I ·
P.N. Rasmussen II ·
P.N. Rasmussen III ·
P.N. Rasmussen IV ·
A.F. Rasmussen I ·
A.F. Rasmussen II ·
A.F. Rasmussen III ·
L.L. Rasmussen I ·
Thorning-Schmidt I ·
Thorning-Schmidt II ·
L.L. Rasmussen II ·
L.L. Rasmussen III ·
Frederiksen I ·
Frederiksen II